# Enoch (Utah)
Enoch is een plaats (city) in de Amerikaanse staat Utah, en valt bestuurlijk gezien onder Iron County.

## Demografie
Bij de volkstelling in 2000 werd het aantal inwoners vastgesteld op 3467.
In 2006 is het aantal inwoners door het United States Census Bureau geschat op 4550, een stijging van 1083 (31,2%).

## Geografie
Volgens het United States Census Bureau beslaat de plaats een oppervlakte van
8,6 km², geheel bestaande uit land. Enoch ligt op ongeveer 1669 m boven zeeniveau.

## Plaatsen in de nabije omgeving
De onderstaande figuur toont nabijgelegen plaatsen in een straal van 28 km rond Enoch.